# بی‌تی گلوبال سرویسز
بی‌تی گلوبال سرویسز (انگلیسی: BT Global Services) شرکت مخابرات بریتانیایی است، که در سال ۲۰۰۰ تأسیس شد.